# Ligocatinus spinatus
Ligocatinus spinatus är en insektsart som först beskrevs av Brunner von Wattenwyl 1878.  Ligocatinus spinatus ingår i släktet Ligocatinus och familjen vårtbitare. Inga underarter finns listade i Catalogue of Life.